# Samogneux
Samogneux ist eine französische Gemeinde mit 99 Einwohnern (Stand: 1. Januar 2022) im Département Meuse in der Region Grand Est (vor 2016: Lothringen). Sie gehört zum Arrondissement Verdun und zum Kanton Belleville-sur-Meuse. 

## Geographie
Samogneux liegt etwa 19 Kilometer nordnordwestlich von Verdun an der Maas (frz. Meuse) und dem Canal de la Meuse. Umgeben wird Samogneux mit den Nachbargemeinden Brabant-sur-Meuse im Nordwesten und Norden, Haumont-près-Samogneux im Norden und Nordosten, Beaumont-en-Verdunois im Osten, Champneuville im Süden sowie Regnéville-sur-Meuse im Westen.

## Bevölkerungsentwicklung
| Jahr                       | 1962 | 1968 | 1975 | 1982 | 1990 | 1999 | 2006 | 2019 |
| Einwohner                  | 57   | 58   | 42   | 34   | 50   | 41   | 67   | 98   |
| Quellen: Cassini und INSEE |      |      |      |      |      |      |      |      |

## Sehenswürdigkeiten
- Kirche Saint-Rémi aus dem 17. Jahrhundert, 1930 wieder errichtet

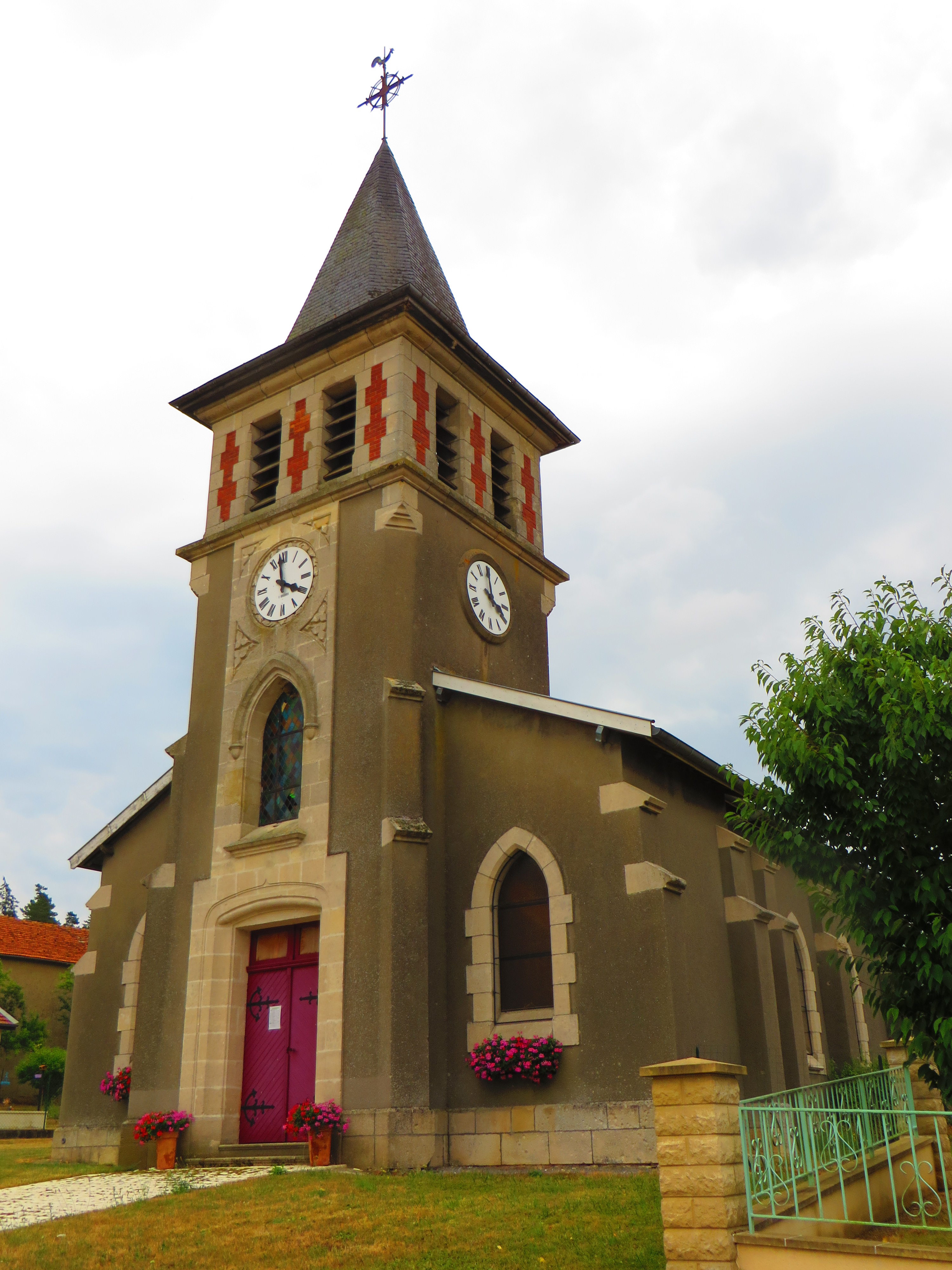
Kirche Saint-Rémi

## Persönlichkeiten
- Gaston Thiébaut (1898–1982), Politiker